# Sergen Yalçın
Ali Rıza Sergen Yalçın (* 5. November 1972 in Istanbul) ist ein ehemaliger türkischer Fußballspieler und -kommentator, der jetzt als Fußballtrainer arbeitet. Er war der erste Spieler, der für alle vier großen Mannschaften der Türkei (Beşiktaş, Fenerbahçe, Galatasaray, Trabzonspor) gespielt hat. Nach ihm ist dieses Kunststück nur Burak Yılmaz gelungen. Er fungierte eine Zeit lang als Fußballexperte bei einer Sportsendung beim Sender Kanalturk.

## Spielerkarriere
Er begann seine Karriere bei Beşiktaş Istanbul. Nach den Jahren bei Beşiktaş wechselte er für eine Ablösesumme von 5 Millionen Türkische Lira (heutiger Wert) zu İstanbulspor. Er galt zu seiner aktiven Zeit als einer der besten Spieler der Türkei. Seine erfolgreichsten Jahre absolvierte er bei Besiktas. Viele europäische Topklubs waren im Laufe seiner Karriere an ihm interessiert, u. a.  Inter Mailand, AC Mailand, Bayern München und der FC Barcelona. Sergen hatte jedoch ein sehr ausschweifendes Privatleben (Pferderennen, Sportwetten, Nachtleben) und galt allgemein als trainingsfaul und eher schwierig im Umgang, so dass es nie mit einem großen Wechsel zu einem europäischen Topklub geklappt hat. Sein Spitzname war Süper Solak (dt. Superlinksfuß). Außerdem gilt er als Freistoßspezialist und hat in seiner Karriere viele direkt verwandelte Freistöße vorzuweisen.
Mit seinem Tor aus der Ligapartie gegen Kayseri Erciyesspor vom 6. August 2005 erzielte Yalçın sein 100. Erstligator und schaffte es damit in den 100er-Klub der höchsten türkischen Spielklasse.

## Trainerkarriere
Ab 2008 arbeitete Yalçın bei seinem alten Verein Beşiktaş Istanbul als Jugendtrainer. Bereits im Sommer 2009 übernahm er mit Beşiktaş A2 die Reservemannschaft des Vereins.
Im November 2013 nahm er das Angebot vom türkischen Erstligisten Gaziantepspor an und arbeitete somit das erste Mal als Cheftrainer. Am 25. März 2014 trat Yalçın als Trainer von Gaziantepspor zurück.
Am 23. Dezember 2014 wurde Yalçın Cheftrainer bei Sivasspor. Am 24. Oktober 2015 wurde sein Vertrag mit Sivasspor aufgelöst. Für die letzten drei Spieltage wurde Yalçın erneut Cheftrainer von Gaziantepspor und schaffte mit seiner Mannschaft den Klassenerhalt. Im Januar 2017 wurde Yalçın Cheftrainer von Kayserispor und erreichte mit ihm zum Saisonende den Klassenerhalt. Anschließend war eine für die Dauer von etwa zwei Monaten beim Zweitligisten Eskişehirspor.
Nach weiterem Stationen bei den abstiegsbedrohten Vereinen Konyaspor und Alanyaspor, mit denen er den Klassenerhalt erreichte, wurde er zur Saison 2019/20 beim Erstligisten und Europa-League-Teilnehmer Yeni Malatyaspor als neuer Cheftrainer eingestellt. Nach einer 4:0-Niederlage gegen Sivasspor im Achtelfinale des türkischen Fußballpokals und bereits schlechten Ergebnissen in der Süper Lig wurde Yalçın am 15. Januar 2020 mit sofortiger Wirkung von seinem Amt entlassen. Sergen Yalçın wurde am 29. Januar 2020 als neuer Cheftrainer für Beşiktaş Istanbul eingestellt. Yalçın gewann als Trainer in der Saison 2020/21 mit Beşiktaş die türkische Meisterschaft und den türkischen Pokal und führte somit den Klub nach 1989/1990 und 2008/2009 zum dritten Double der Klubgeschichte.

## Privat
Zwischenzeitlich war er auch im Zeitraum 2012–2013 Mitglied in der Jury der populären Fernseh-Show Yetenek sizsiniz (ähnlich der Show Das Supertalent).

## Erfolge

### Als Spieler
- Mit der Olympischen Auswahl der Türkei
  - Goldmedaille bei den Mittelmeerspiele: 1993

- Mit der türkischen Nationalmannschaft
  - Teilnehmer der Fußball-Europameisterschaft: 1996
  - Viertelfinalist der Fußball-Europameisterschaft: 2000

- Mit Beşiktaş
  - 3× Türkischer Meister: 1991/1992, 1994/1995, 2002/2003
  - 2× Türkischer Pokalsieger: 1993/1994, 2005/2006
  - 2× Türkischer Supercupsieger: 1992, 1994

- Mit Galatasaray
  - 2× Türkischer Meister: 1999/2000, 2001/2002
  - 1× Türkischer Pokalsieger: 1999/2000

- Individuell
  - 100er-Klub-Mitglied der Süper Lig

### Als Trainer
- Mit Beşiktaş
  - Türkischer Meister: 2020/2021
  - Türkischer Pokalsieger: 2020/2021